# Cottage pudding
Cottage pudding  es un postre tradicional americano que consiste en una tarta densa y sencilla que se sirve con un glaseado dulce o crema pastelera. El glaseado consta generalmente de almidón de maíz y saborizado con azúcar, vainilla, chocolate, sirope de caramelo, o una variedad de sabores de frutas tales como limón o fresa.

## Historia
Receta típica extraída de Recipes Tried and True, colección de recetas compilada en 1894 por la Ladies Aid Society de la Primera Iglesia Presbiteriana de Marion, Ohio.
El Pudín Cottage puede hornearse sobre una base de fruta y convertirse en un postre similar a una tarta de fruta, como en la receta para Apple Pan Dowdy en del The Fannie Farmer Cookbook